# کوه آنگاسکوچا
کوه آنگاسکوچا (به اسپانیایی: Angascocha) یک کوه در پرو است که در Peru, Huancavelica Region واقع شده‌است. کوه آنگاسکوچا ۵٬۰۰۰ متر بالاتر از سطح دریا واقع شده‌است.